# Isthmomys flavidus
Isthmomys flavidus е вид бозайник от семейство Хомякови (Cricetidae). Видът е почти застрашен от изчезване.

## Разпространение
Разпространен е в Панама.